# Lista Kobiet
Lista Kobiet (isl. Samtök um kvennalista) – islandzka feministyczna i lewicowa partia polityczna, która istniała w latach 1983–1999. W ciągu 16 lat istnienia partia wprowadzała po kilku swoich członków przy każdych wyborach do Althingu, islandzkiego parlamentu. Pod koniec lat 90. partia postanowiła połączyć się z trzema innymi lewicowymi partiami, tworząc wspólny Sojusz. Część działaczek partii, odrzucając program nowej partii nawiązujący do „trzeciej drogi” Tony'ego Blaira, postanowiła jednak wejść do innej nowo utworzonej wówczas partii Ruch Zieloni-Lewica.
Program partii zawierał głównie kwestie poprawy sytuacji kobiet w kraju, a także walkę o prawa człowieka, mniejszości oraz ochronę środowiska naturalnego. Partia nie miała przewodniczącej, a decyzje były podejmowane kolektywnie.
W Liście Kobiet zaczynała karierę polityczną Ingibjörg Sólrún Gísladóttir, przewodnicząca Sojuszu w latach 2005–2009.

## Wyniki wyborów parlamentarnych
| Wybory | Liczba głosów | % głosów | +/–% | Liczba mandatów | +/– |
| ------ | ------------- | -------- | ---- | --------------- | --- |
| 1983   | 7 125         | 5,5      | .    | 3               | .   |
| 1987   | 15 470        | 10,1     | +4,6 | 6               | +3  |
| 1991   | 13 069        | 8,3      | –1,8 | 5               | -1  |
| 1995   | 8 031         | 4,9      | –3,4 | 3               | -2  |